# Michał Cieślak (Boxer)
Michał Cieślak (* 19. April 1989 in Radom) ist ein polnischer Profiboxer, ehemaliger EBU-Europameister und aktueller WBC-Interimsweltmeister im Cruisergewicht.

## Boxkarriere
Cieślak wurde bei den Amateuren 2012 und 2013 jeweils Polnischer Vizemeister im Schwergewicht und gewann sein Profidebüt im Juni 2013.
Er blieb in 20 Kämpfen ungeschlagen und boxte daraufhin am 31. Januar 2020 in Kinshasa gegen Ilunga Makabu um den vakanten WBC-Weltmeistertitel im Cruisergewicht, unterlag jedoch einstimmig nach Punkten. Nach zwei weiteren Siegen boxte er am 27. Februar 2022 in London um den WBO-Weltmeistertitel im Cruisergewicht, unterlag jedoch ebenfalls einstimmig nach Punkten gegen Lawrence Okolie.
Im Juni 2022 siegte er durch TKO in der ersten Runde gegen Enrico Kölling, wurde am 1. Oktober 2022 mit einem TKO-Sieg gegen Krzysztof Twardowski Polnischer Meister und am 22. April 2023 in Rzeszów mit einem K.-o.-Sieg in Runde 4 gegen Dylan Bregeon EBU-Europameister im Cruisergewicht. Im November 2023 verteidigte er den Titel durch TKO gegen Tommy McCarthy.
Nach zwei weiteren Siegen gewann er am 28. Juni 2025 durch TKO gegen Jean Pascal und damit die WBC-Interimsweltmeisterschaft im Cruisergewicht.